# Christian Matthias Schlaga
Christian Matthias Schlaga (* 7. November 1953 in Erfurt) ist ein deutscher Diplomat und war von 2015 bis 2019 Botschafter in Namibia.

## Leben
Nach dem Abitur leistete Schlaga von 1972 bis 1973 seinen Wehrdienst bei der Bundeswehr und absolvierte danach ein Studium der Rechtswissenschaften, das er 1979 mit dem Ersten Staatsexamen abschloss. Nach dem anschließenden Referendariat und dem Zweiten Staatsexamen trat er 1982 in den Auswärtigen Dienst ein.
Nach Abschluss der Laufbahnprüfung fand er von 1984 bis 1987 zunächst Verwendung im Auswärtigen Amt in Bonn und im Anschluss bis 1989 an der Botschaft in Simbabwe. Nach einer darauf folgenden Verwendung in der Zentrale des Auswärtigen Amtes war er von 1993 bis 1997 erst an der Botschaft in den Vereinigten Staaten sowie daraufhin bis 2000 an der Botschaft in Portugal tätig. Nachdem er zwischen 2000 und 2004 als Botschaftsrat Leiter der Politischen Abteilung der Botschaft in Italien war, wurde er Referatsleiter im Auswärtigen Amt und im Anschluss von 2008 bis 2011 Ständiger Vertreter des Botschafters in Indien.
Nach seiner knapp vierjährigen Tätigkeit als deutscher Botschafter in Estland wechselte Schlaga 2015 an die deutsche Botschaft in Windhoek und löste Onno Hückmann als Botschafter in Namibia ab. Schlaga hatte das Amt vom 29. Juli 2015 bis Mitte 2019 inne.
Schlaga ist seit November 2023 Vorsitzender der Deutsch-Namibischen Gesellschaft (DNG).